# Kdeaccessibility
kdeaccessibility je balíček softwaru z projektu KDE Accessibility Project (KDEAP). Tento software je určen pro usnadnění práce s počítačem pro uživatele s fyzickým postižením.

## Seznam softwaru
- KMagnifier – lupa
- KMouseTool – program, který pomáhá klikat myší
- KMouth – syntetizátor řeči